# Philippe de l'Irap
Saint Philippe de l'Irap (Филипп Ирапский), né Théophile en 1493 et mort en 1537, est un saint orthodoxe russe et vénérable moine disciple de Corneille de la Komela et fondateur du monastère de la Trinité-Saint-Philippe-de-l'Irap dans le nord de la Russie, au bord de la rivière Andoga.
Sa vie a été écrite par le moine Germain du monastère Spasso-Kamenni, qui vécut quelque temps avec Philippe dans son monastère et suivit son enseignement. Elle a été publiée et commentée par Vassili Klioutchevski en 1879. Une document postérieur du XVIIe siècle a fait l'objet d'une édition qui en a quelque peu brouillé le contenu. Dans cette version de sa vie, des miracles posthumes du saint sont ajoutés, qui se sont produits dans la période de 1661 à 1673. Les datations du moine Germain contiennent des anachronismes, ce qui a conduit à une certaine confusion dans la détermination des dates de la vie du saint.

## Biographie

### Premières années et vie monastique
Philippe naît dans une famille paysanne et devient tôt orphelin. Il quitte son village à cause de la disette et s'installe près du monastère de la Kolema chez un homme nommé Vassili. Dès sa jeunesse il aime prier et jeûner, renonçant aux jeux enfantins et se rendant régulièrement aux cérémonies à l'église. Corneille de la Komela après des entretiens avec l'adolescent prend le jeune Théophile comme novice à l'âge de douze ans. Au bout de trois ans, il prend l'habit sous le nom de Philippe et suit l'enseignement du moine Flavien. Flavien lui apprend à lire et à écrire, lui apprend l'Écriture Sainte, les prières. Plus tard, il est ordonné avec le consentement des autres frères. 

### Poustinia du Bois-Rouge
Désirant fuir la gloire de la vie mondaine, Philippe quitte son monastère, recevant pour cela la bénédiction de Corneille de la Komela. Il se dirige vers le nord pour trouver un endroit pour le silence et la prière solitaire. En chemin, il passe la nuit au monastère Spasso-Kamenni au milieu du lac Koubenskoïé, où il fait la connaissance du moine Germain, son futur hagiographe.
Après un long voyage, il s'arrête au Bois-Rouge au bord de la rivière Andoga et choisit cet endroit pour sa vie solitaire. Il y fonde une celle (poustinia) et s'adresse au prince local dont la région est l'apanage, le prince Andreï Vassilievitch Chelechpanski pour obtenir la permission de s'y installer. Le prince lui donne l'endroit où la petite rivière Maly Irap se jette dans l'Andoga. Plus tard, le prince lui donne en plus la terre située entre la rivière Bolchoï Irap et la rivière Maly Irap. La fondation a lieu le 8 mai 1517, jour de la Saint Jean.
Le moine y installe donc une celle et une chapelle placée sous le vocable de la Sainte Trinité vivifiante. Bientôt, la renommée de l'ascète attire de nombreuses personnes venues chercher des conseils spirituels. Avec l'aide des résidents locaux, une église consacrée au nom de la Sainte Trinité vivifiante est bientôt érigée. Le prince fait don d'un évangéliaire et de tout ce qui est nécessaire à la liturgie.
Au bout de quinze ans, le moine Germain demande de vivre et de prier avec le vénérable moine Philippe. Ce dernier meurt le 14 novembre 7046 (1537), jour de la mémoire liturgique de son saint patron, l'apôtre Philippe. Le lendemain, le hiéromoine Job arrive à la poustinia en provenance du monastère Saint-Alexandre-de-Svir pour inhumer la dépouille du saint. Germain, qui avait habité quarante jours avec lui, retourne au lac Koubenskoïé. D'après lui, Philippe était âgé de quarante-cinq ans.

## Glorification
Le jour où Philippe a été déclaré saint n'est pas connu, mais l'on sait qu'il était déjà considéré comme moine vénérable dans la seconde moitié du XVIIe siècle, lorsque fut rédigée une seconde hagiographie. Un tropaire et un kontakion sont attachés à sa vie. Ensuite on peint une icône du saint, une icône plus ancienne envoyée à la princesse Olga Krivoborskaïa ayant servi de modèle. L'historien Vassili Klioutchevski suggère que la vénération locale de Philippe a commencé dès le XVIe siècle. La mémoire du saint est fixée le 8 mai jour de son arrivée à la poustinia et le 14 novembre, jour de sa mort.
Une icône du saint datant de 1669 (icône provenant de sa châsse) est visible au musée de Tcherepovets.

## Source de la traduction
- (ru) Cet article est partiellement ou en totalité issu de l’article de Wikipédia en russe intitulé « Филипп Ирапский » (voir la liste des auteurs).